# Paula Jordan (Galeristin)
Paula Jordan, geborene Frank (* 17. Mai 1889 in Steinach an der Saale; ermordet 25. November 1941 in Kaunas) war die Tochter der jüdischen Kaufmannsfamilie Lazarus Frank und arbeitete vor ihrer Hochzeit im Ersten Weltkrieg als Krankenschwester.

## Lebensdaten

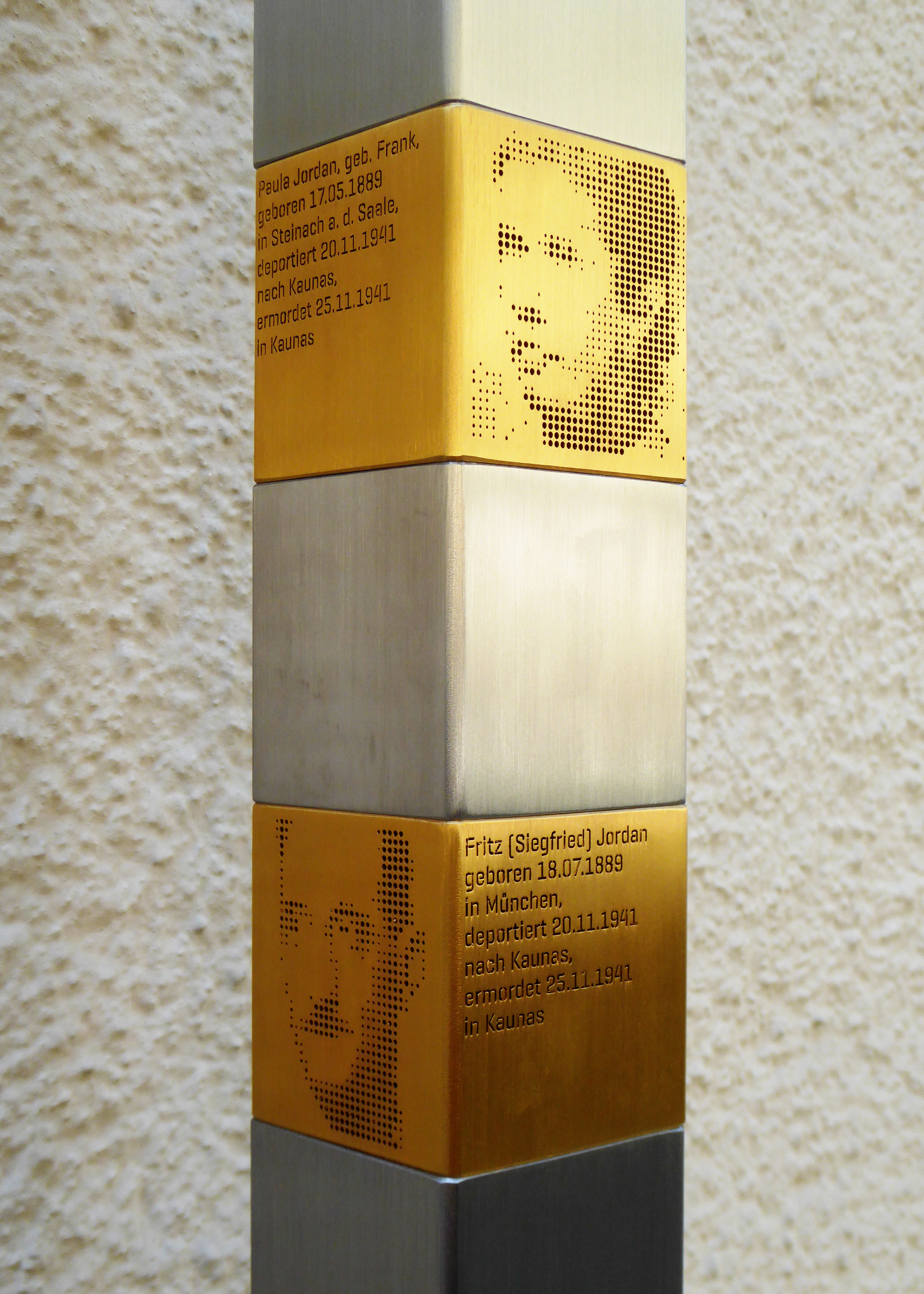
Erinnerungszeichen für Opfer des NS-Regimes in München für Paula und Siegfried Jordan

Am 16. Dezember 1921 war in Kissingen die Heirat mit Kunsthändler Siegfried Fritz Jordan (* 18. Juli 1889 in München; † 25. November 1941 in Kaunas/Litauen). Ihr Sohn Peter wurde am 5. Oktober 1923 in München geboren.
Seit 1925 lebten sie in München im Herzogpark, Mauerkircherstraße 13.
Beide hatten mehr als 30 Jahre lang ihre Galerie in der Prinzregentenstraße geführt, bis sie diese zwangsweise verkaufen mussten. Sie wurden aus München 1940 deportiert und im KZ Kauen umgebracht. Sohn Peter Jordan konnte im Mai 1939 mit einer Verwandten nach London fliehen, wo er heute noch lebt.
Die Recherchen der Schülerinnen und Schüler des Luisengymnasiums in München-Bogenhausen führten zur Verlegung von Stolpersteinen im Jahr 2004. Die Aktion wurde heftigst diskutiert. Da die Stadtverwaltung keine Stolpersteine genehmigt, wurden diese zwei Monate später aus dem Straßenpflaster entfernt und auf den jüdischen Friedhof transportiert. Der Künstler Gunter Demnig kann sich heute noch darüber aufregen und Sohn Peter ist enttäuscht und formuliert, dass dies einer zweiten Deportation gleich komme.
Am 26. Juli 2018 wurde in der Mauerkircherstraße 13 ein Erinnerungszeichen (Stele) für Paula Jordan aufgestellt. Auf der entsprechenden Web-Anwendung der Stadt München wird ihr Lebensweg dargestellt.